# Держава Тевтонського ордену
Держа́ва Тевто́нського о́рдену (нім. Deutschordensstaat) — теократична держава, що була розташована на південно-східному узбережжі Балтійського моря в північній Європі. Була створена лицарями Тевтонського ордену під час Північних хрестових походів на початку XIII століття в Пруссії. У 1237 році Лівонські брати-мечоносці об'єдналися з Тевтонським орденом Пруссії і стали називатися його гілкою — Лівонським орденом (тоді як їх держава Terra Mariana, що охоплювала сучасні Естонію та Латвію, увійшла до складу держави Тевтонського ордену). На початку XV століття держава охоплювала Хелмінську землю, Курляндію, Готланд, Лівонію, Естонію, Ноймарк, Померелію (Гданське Помор'я), Пруссію та Жемайтію.
Після Грюнвальдської битви в 1410 році та Битви під Вількомиром в 1435 році держава занепала. Після втрати значних територій за укладеним Торунським миром в 1466 році існуюча територія її прусської гілки стала відома як Чернеча Пруссія або Тевтонська Пруссія та існувала до 1525 року як феодальне володіння Королівства Польського. Лівонська гілка увійшла до Лівонської конфедерації та продовжувала існувати в її складі до 1561 року.

## Огляд
Держава створена в Пруссії та польсько-мазовецькій Хелмінській землі в XIII столітті розширилася в основному в результаті прусського хрестового походу XIII століття проти язичників-пруссів і вторгнень XIV століття до сусідніх християнських країн Польщі та Литви. Після завоювань послідувала німецька та польська колонізація. Крім того, Лівонські брати-мечоносці, що контролювали Terra Mariana, були включені до складу Тевтонського ордену як його автономна гілка — Лівонський орден в 1237 році. У 1346 році Естонське герцогство було продано королем Данії за 19 000 кельнських марок Тевтонському ордену. Перехід суверенітету від Данії до Тевтонського ордену відбувся 1 листопада 1346 р. На рубежі XIV та XV століть Тевтонський орден тимчасово придбав території Готланд і Ноймарк, які, однак, продав у наступні десятиліття.
Протягом своєї історії Тевтонська держава вела численні війни з Польщею

та Литвою, заохочуючи дві країни до створення тісного союзу та особистої унії, що зрештою призвело до створення Речі Посполитої в XVI столітті. Після поразки в Грюнвальдській битві 1410 року Тевтонський орден занепав, над Жемайтією була відновлена влада Литви.
Прусська гілка Тевтонського ордену повернула Померелію (раніше польські області Хелмно і Гданське Помор'я) і передала західну частину Пруссії (Вармію, а також частини Помезанії та Погезанії) Польщі згідно Торунського миру 1466 року. Території, що відійшли до Королівства Польського, утворили польську провінцію Королівська Пруссія, тоді як східна частина залишилася під владою Тевтонського ордену, відомого з того часу, як Чернеча Пруссія або Тевтонська Пруссія як феодальне володіння і невід'ємна частина Королівства Польського. Чернеча держава головної (прусської) гілки ордену була секуляризована в 1525 році під час протестантської Реформації, та була перетворена на Прусське герцогство, яким керував рід Гогенцоллернів, залишаючись феодальним володінням Корони Польської, а пізніше Речі Посполитої.
Лівонська гілка продовжувала існувати як частина Лівонської конфедерації, створеної в 1422—1435 роках, яка стала протекторатом Великого князівства Литовського в 1559 році та була остаточно секуляризована та розділена на Герцогство Курляндії і Семигалії, а також Лівонське герцогство в 1561 р. обидва князівства були у складі Великого князівства Литовського.

## Передмова

### Поляки в Пруссії
Прусси витримали багато спроб завоювання, що передували спробам Тевтонських лицарів. Болеслав I Хоробрий розпочав серію невдалих завоювань, пославши Адальберта Празького в 997 році. У 1147 році польський король Болеслав IV Кучерявий напав на Пруссію за підтримки Київської Русі, але не зміг її підкорити. Послідували численні інші спроби, які за часів правління князя Конрада I Мазовецького були відзначені великими битвами та хрестовими походами в 1209, 1219, 1220 і 1222 роках.
Прусси успішно відбили більшість кампаній і зуміли завдати Конраду удару у відповідь. Після цього прусси та ятвяги на півдні розпочали відвоювання своєї території. Земля ятвягів була на території сучасного Підляського воєводства Польщі. Прусси намагалися витіснити польсько-мазовецькі війська з Ятвягії, яка на той час була частково завойована, спустошена і майже повністю збезлюднена.

### Папські едикти
Конрад Мазовецький скликав хрестовий похід проти пруссів в 1208 році, але не мав успіху. Конрад, діючи за порадою Крістіана, першого єпископа Пруссії, заснував Добжинський орден, невелику групу з 15 лицарів. Орден, однак, незабаром зазнав поразки, і, у відповідь, Конрад закликав Папу до ще одного хрестового походу та запросив допомоги Тевтонських лицарів. У результаті кілька едиктів закликали до хрестових походів проти пруссів.
Хрестові походи, в яких брали участь багато лицарів з усієї Європи, тривали шістдесят років.
У 1211 році король Угорщини Андрій II надав Тевтонському ордену Бурзенланд, проте вже в 1225 році вигнав тевтонських лицарів з Трансильванії, і вони були змушені прямувати до Балтійського моря.
На початку 1224 року імператор Фрідріх II оголосив в Катанії, що Лівонія, Пруссія з Самбією та низка сусідніх провінцій знаходяться під безпосереднім контролем імперії. Цей указ підпорядкував провінції безпосередньо Римсько-католицькій церкві та Імператору Священної Римської імперії, а не під юрисдикцію місцевих правителів.
Наприкінці 1224 року папа Гонорій III оголосив про призначення єпископа Вільгельма Моденського папським легатом для Лівонії, Пруссії та інших країн.
Згідно Золотої булли Ріміні 1226 року та Папської булли Рієті 1234 року Пруссія перейшла у володіння Тевтонського ордену.
Лицарі розпочали прусський хрестовий похід в 1230 році. Під їх керівництвом ліси були вирубані, а болота зробили орними, на яких було засновано багато міст і сіл, у тому числі Марієнбург і Кенігсберг.

### Засновані міста
На відміну від міст між річками Ельбою та Одером, міста, засновані Тевтонським орденом, мали набагато правильніше, прямокутне планування вулиць. Міста були сильно укріплені, що зумовлювало тривалі конфлікти корінних пруссів зі збройними силами під командуванням лицарів. Більшість міст були переважно населені іммігрантами з Середньої Німеччини та Сілезії.
Міста зазвичай отримували міські привілеї на магдебурзьке право, за винятком Ельблонга, який був заснований любекцями і тому отримав любецьке право. Попри те, що любекці надавали Ордену важливу матеріально-технічну підтримку своїми кораблями, в інших випадках вони, за винятком Ельблонга, не брали участі у створенні Чернечої держави.

## Історія

### XIII століття
У 1234 році Тевтонський орден асимілював Добжинський орден, а в 1237 році — Орден Лівонських братів-мечоносців. Приєднання Лівонського ордену мечоносців (створено в Лівонії в 1202 році) збільшила землі Тевтонського ордену з приєднанням територій, відомих сьогодні як Латвія та Естонія.
У 1243 році папський легат Вільгельм Моденський розділив Пруссію на чотири єпископства: Кульм (Хелмно), Помезанія, Ермланд (Вармія) і Замланд (Самбія). Єпископства стали суфраганами Ризького архієпископства із центром у Вісбю на Готланді. Кожна єпархія була фіскально та адміністративно поділена на одну третину, призначену для підтримки капітулярних канонів, і дві третини були місцем, де орден збирав податки. Кафедральні капітулярні каноніки Кульма, Помезанії та Самланду були одночасно членами Тевтонського ордену з 1280-х років, забезпечуючи сильний вплив Ордену. Лише вармінський єпархіальний капітул зберігав незалежність, дозволяючи встановити своє автономне правління на капітулярній третині єпархіальної території Вармії (Вармійське князівство-єпископство).

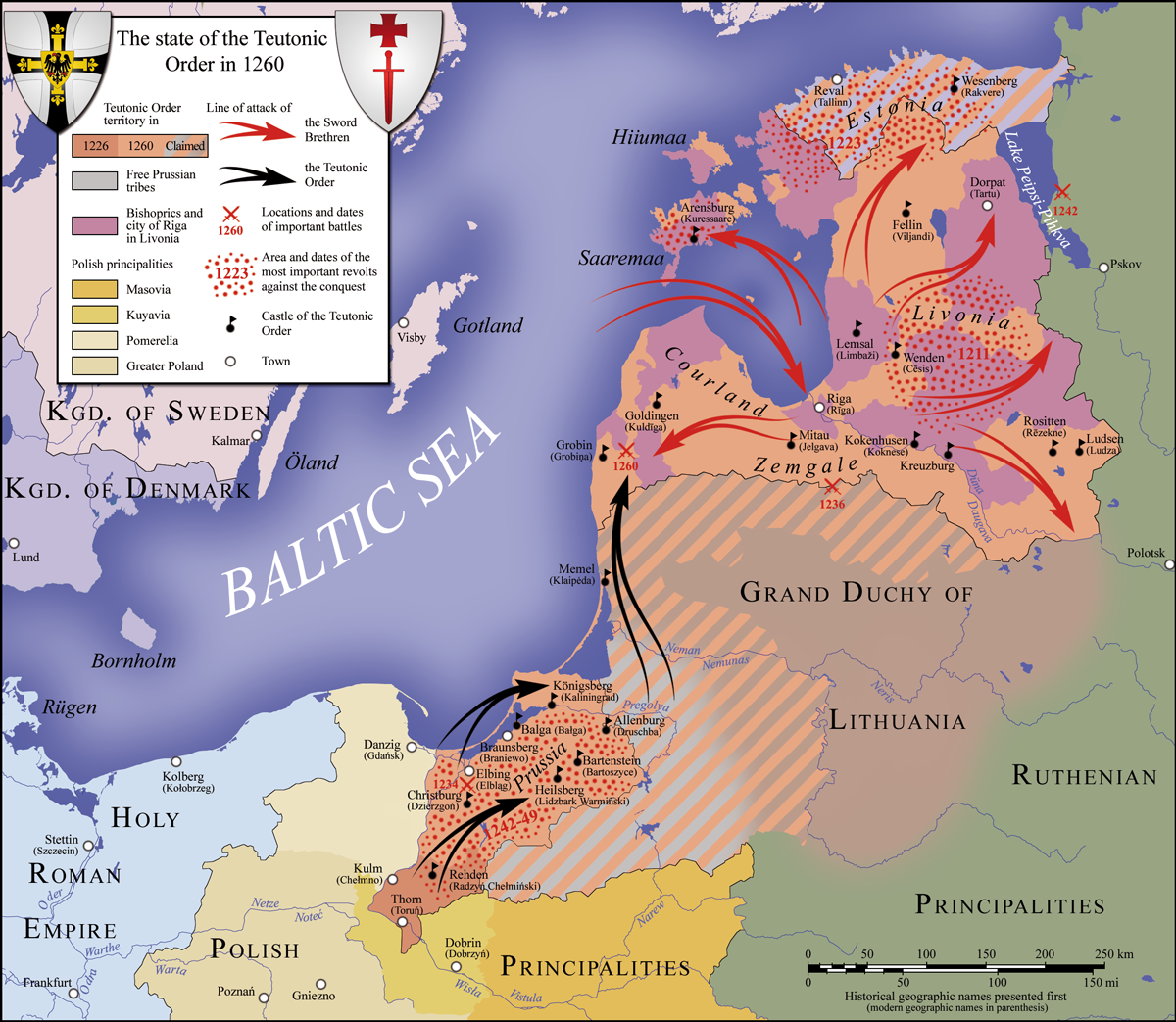
Тевтонська держава в 1260 році

### XIV століття

#### Данциг і Ганза
На початку XIV століття Померанське герцогство, поринуло у війну з Польщею та Бранденбурзьке маркграфство на заході. Тевтонські лицарі захопили польське портове місто Гданськ у листопаді 1308 року. Орден був покликаний польським королем Владиславом I для допомоги у відбитті бранденбурзького вторгнення; однак тевтонські лицарі самі захопили місто та регіон. Тоді тевтонські лицарі вчинили різанину жителів міста, убивши за середньовічними джерелами до 10 000 осіб, хоча точна кількість жертв є предметом суперечок. У вересні 1309 року маркграф Вальдемар Бранденбург-Стендальський продав свої претензії на територію Тевтонському ордену за 10 000 марок за Солдінським договором. Це стало початком серії конфліктів між Польщею та Тевтонськими лицарями, оскільки Орден продовжував захоплювати території. У той час як орден сприяв прусським містам, надаючи їм розширену прилеглу територію та привілеї, засновуючи суди, цивільне та комерційне право, проте він надавав містам меншу зовнішню незалежність, ніж вільним імперським містам, якими користувалися в межах Священної Римської імперії.
Члени Ганзейської ліги вважали купців з прусських міст рівними собі, але що також визнавали Великого Магістра Ордену єдиним правителем, який представляв Пруссію на своїх Ганзейських сеймах. Таким чином, прусські купці разом із купцями з Дітмаршена були єдиними бенефіціарами квазі-членства в Ганзі, хоча й не мали громадянства повністю автономного чи вільного міста. Тільки купці з шести прусських ганзейських міст Браунсберг (Бранєво), Кульм (Хелмно), Данциг (Гданськ), Ельблонг, Кенігсберг і Торн (Торунь) вважалися повноправними членами ліги, тоді як купці з інших прусських міст мали нижчий статус.

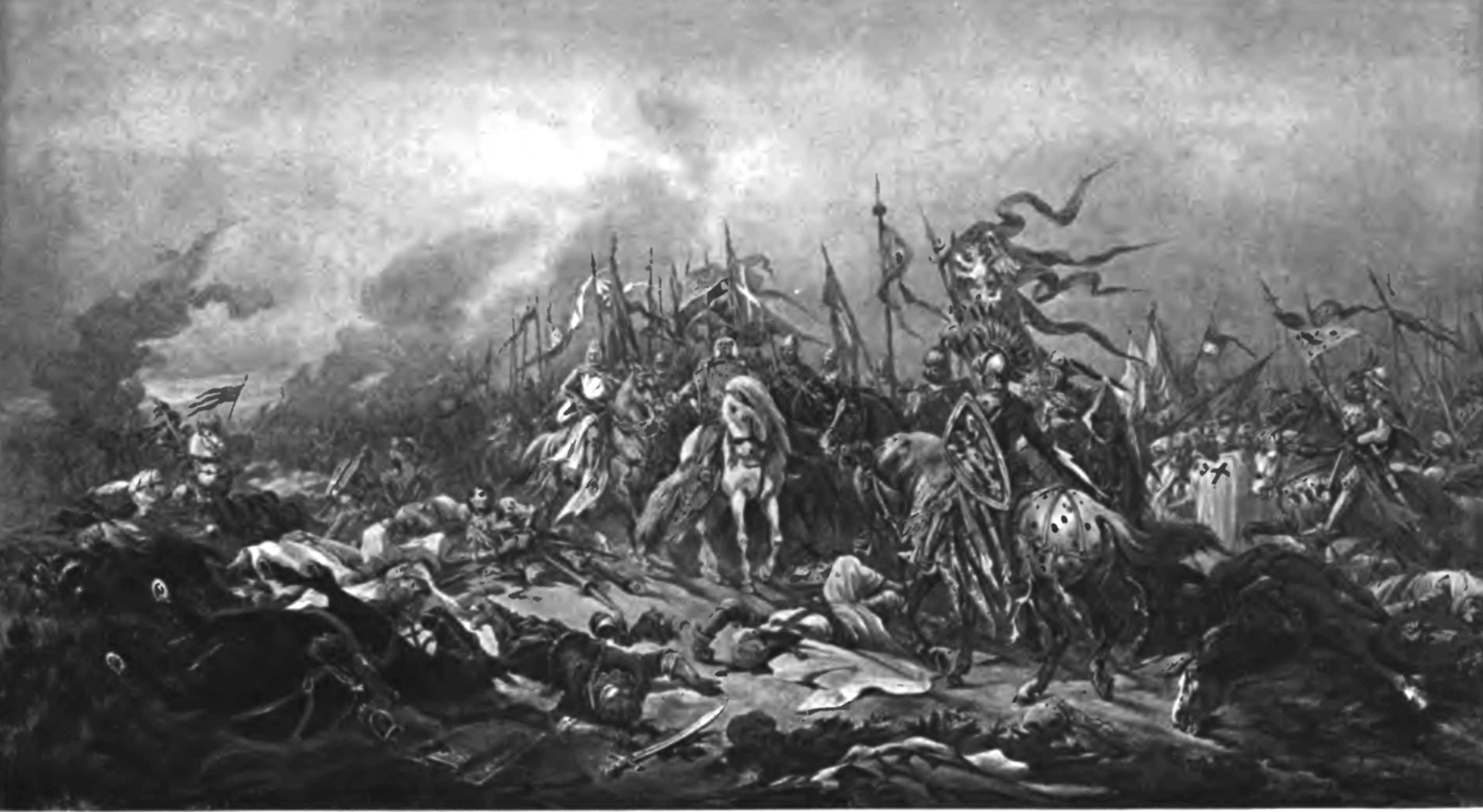
Битва під Пловцем (1331) — головна битва Другої польсько-тевтонської війни (картина 19 століття Юліуша Коссака)

Анексія Тевтонським орденом Данцига і прилеглих теренів постійно оскаржувалося польськими королями Владиславом I і Казимиром III Великим — претензії, що призвели до польсько-тевтонської війни (1326—1332) і, зрештою, судових позовів у папський суд в 1320 і 1333 рр., який виніс рішення на користь Польщі, однак тевтонські лицарі не підкорилися і продовжували окупувати анексовані польські території. Тевтонські лицарі навіть продовжили вторгнення в Польщу та на короткий час захопили Куявію та Добжинську землю. У 1343 році в Каліші було укладено мир, Куявія та Добжинська земля були повернуті Польщі, і Тевтонський орден погодився, що Польща повинна правити Померелією як леном, а польські королі, таким чином, зберегли право на титул герцога Померальського.

#### Друга дансько-ганзейська війна
Під час конфлікту між Ганзою та Данією щодо торгівлі на Балтиці король Данії Вальдемар IV захопив ганзейське місто Вісбю в 1361 році.

Однак члени Ганзейської ліги не визначилися, чи об'єднуватися проти нього. Але коли Вальдемар IV захопив прусські торговельні кораблі в Ересунні на їхньому шляху до Англії, великий магістр Вінріх фон Кніпроде прибув до Любека, щоб запропонувати військовий союз проти Данії, прийнятий з деяким небажанням лише у важливих містах Вендсько-Саксонської третини Ганзи.

Оскільки Вальдемар IV також атакував кораблі голландського міста Кампен та інших пунктів призначення в Зейдерзе, Пруссія та голландські міста, такі як Кампен, Елбюрг і Гардервейк, об'єдналися проти Данії. Це призвело до того, що Ганза скликала сейм в Кельні в 1367 році та скликала вищезгадані міста, які не були членами, включаючи Амстердам і Брілле.
Підсумком стало заснування Кельнської конфедерації як військового союзу для протидії данській загрозі.

Приєдналися також інші міста, від Нижнього Рейну на заході до Лівонії на сході.
З основних гравців лише Бремен і Гамбург відмовилися надіслати війська, але зробили фінансовий внесок. Окрім Пруссії, ще три можновладці, Генріх II Шауенбурзький і Гольштейн-Рендсбурзький, Альберт II Мекленбурзький і син останнього Альбрехт Мекленбурзький, приєдналися до альянсу, атакуючи по суші та з моря, змусивши Данію підписати Штральзундський мир в 1370 р.
Кілька данських замків і фортець були захоплені військами Ганзи на п'ятнадцять років, щоб забезпечити виконання мирних умов.

#### Англійські купці-авантюристи
Вторгнення Тевтонського ордену з Лівонії до Пскова в 1367 році змусило новгородців відмовитись від співпраці з ганзейськими купцями, що знову змусило Орден блокувати експорт солі та оселедця в Руські князівства. Хоча до 1371 року відносини покращилися, і торгівля відновилася, вони знову загострилися до 1388 року.
Під час Литовського хрестового походу 1369/1370 рр., який закінчився перемогою тевтонців у битві при Рудау, Пруссія мала значну підтримку англійських лицарів. Орден вітав англійських купців-авантюристів, які почали курсувати Балтикою, конкуруючи з голландськими, саксонськими та вендськими ганзейськими купцями, і дозволив їм відкрити торгові факторії у своїх містах Данциг і Ельблонг. Це призвело до конфлікту з рештою Ганзи, яка мала серйозну суперечку з Річардом II Королем Англії через стягнення вищих зборів. Купці намагалися досягти компромісу.
Флот Річарда II раптово напав на шість прусських кораблів у травні 1385 року — і суден інших членів Ганзи — у Звіні, Великий магістр Конрад Целльнер фон Ротенштайн негайно припинив усі відносини з Англією. Коли в тому ж році Ганза евакуювала всі свої гарнізони з данських замків на виконання Штральзундського договору, Пруссія виступала за відновлення Кельнської федерації, глибоко стурбована триваючим конфліктом з Англією, але не знайшла підтримки.
Міста вважали за краще вести переговори і вживати заходів у відповідь, таких як контрконфіскація англійських товарів.

Отже, коли в 1388 році Річард II нарешті підтвердив ганзейські торговельні привілеї, Пруссія знову дозволила торгівлю купцям-авантюристам
.
У конфлікті з бургундським Філіпом Сміливим за привілеї Ганзи у фламандських містах позиції ганзейських міст і Пруссії знову змінилися. Тут більшість членів Ганзи прийняли рішення на Ганзейському сеймі 1 травня 1388 року про ембарго проти фламандських міст. Тим часом Пруссія не змогла довести своє бажання подальших переговорів.

### XV століття

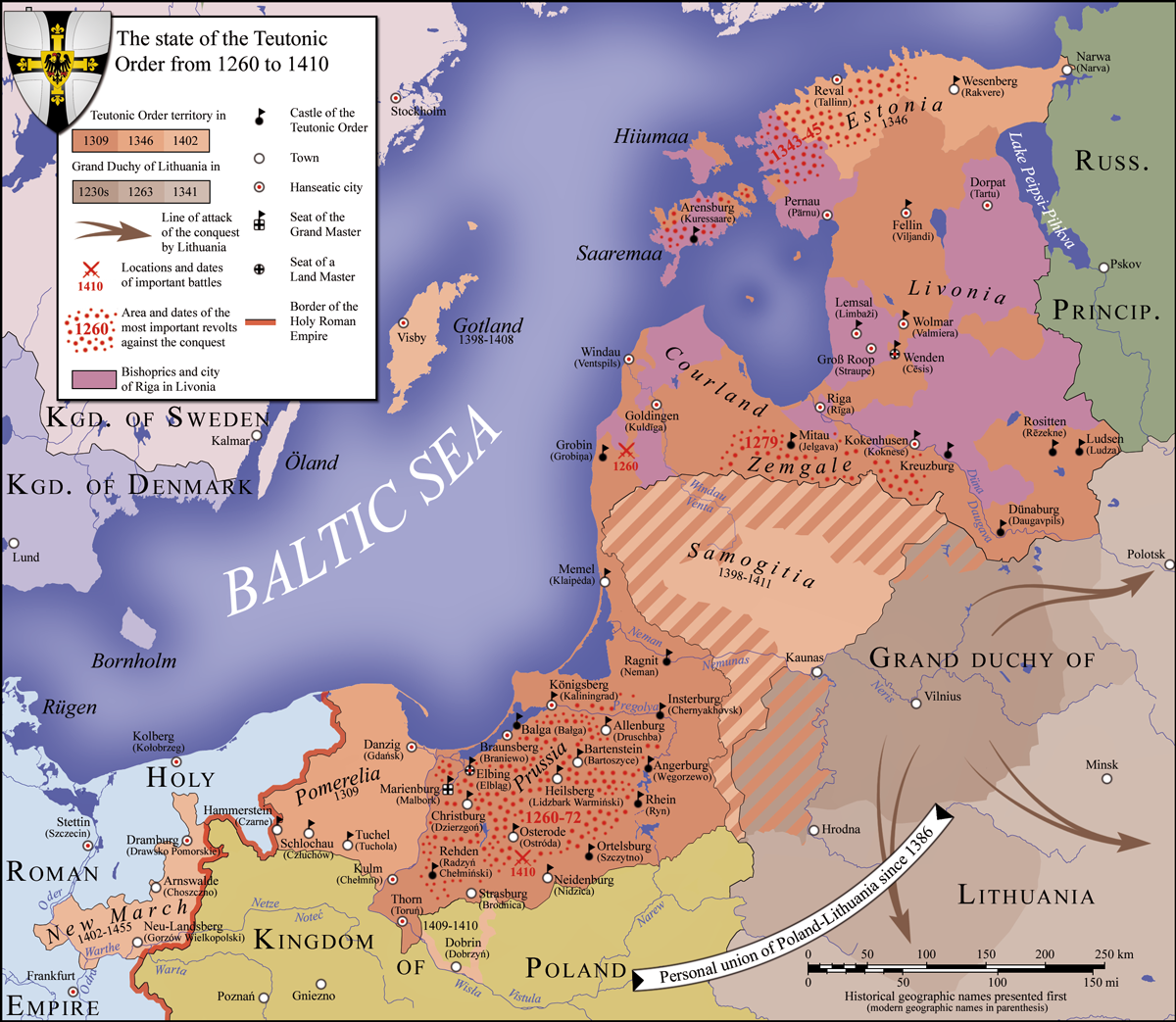
Тевтонська держава в 1410 році

#### Конрад фон Юнгінген
На початку XV століття держава Тевтонського ордену перебувала на вершині своєї могутності під керівництвом Конрада (Конрада) фон Юнгінгена. Тевтонський флот керував Балтійським морем із баз у Пруссії та Готланді, а прусські міста забезпечували податкові надходження, достатні для утримання значного постійного війська, що складалося з власне тевтонських лицарів, їх дружини, прусських селян і німецьких найманців.
У 1402 році династія Люксембургів, яка правила Бранденбурзьким маркграфством, досягла угоди з Польщею в Кракові, про передачу Польщі Ноймарка. Пізніше того ж року, однак, Люксембурги передали регіон у заставу Тевтонському ордену, попри попередні домовленості з Польщею, і Орден володів ним, доки Бранденбург не викупив його знову в 1454 і 1455 роках відповідно за Келльнським і Мевеським договорами. Хоча володіння Орденом цією територією зміцнило зв'язки між Орденом та їхніми світськими колегами в північній Німеччині, воно загострило і без того ворожі стосунки між Орденом і Річчю Посполитою.
У березні 1407 року Конрад помер від ускладнень, викликаних каменями в жовчному міхурі, і його спадкоємцем став його молодший брат Ульріх фон Юнгінген. Під керівництвом Ульріха Тевтонська держава зазнала внутрішньополітичного розбрату, майже постійних війн з Річчю Посполитою та величезні військові борги.

#### Втрати Польщі, польський сюзеренітет

Грюнвальдська битва (1410 р.) поклала початок занепаду Тевтонського ордену (картина Яна Матейка XIX ст.)

У 1408 році Конрад Лецкау служив дипломатом у королеви Маргарет I і домігся продажу Орденом Готланду Данії. У 1409 році Тевтонський орден знову вторгся до польської Добжинської землі, і спалахнула польсько-литовсько-тевтонська війна, в якій Тевтонський орден був підтриманий Поморським герцогством, а Річ Посполита русинськими, татарськими і молдавськими союзниками.
Польща та Литва тріумфували після перемоги в битві при Грюнвальді, яка поклала початок занепаду Тевтонського ордену та становленню польсько-литовського союзу як великої сили в Центральній та Східній Європі.
Генріх фон Плауен був обраний віце-великим магістром і керував тевтонськими лицарями під час облоги Марієнбурга в 1410 році. Згодом фон Плауен отримав звання великого магістра і в 1411 році уклав Перший Торунський мир з польським королем Владиславом II Ягайлом.
Наступна велика польсько-тевтонська війна відбулася в 1431–1435 рр., після того, як тевтонські лицарі знову вторглися в Польщу, і завершилася вигідним для Польщі Брестським миром.
У березні 1440 року дворяни (переважно з Кульмерланда) і ганзейських міст Данциг, Ельблонг, Кнайпгоф, Торунь та інших прусських міст заснували Прусську конфедерацію, щоб звільнитися від верховного панування Тевтонських лицарів. Через великі втрати та витрати після війни проти Польщі та Литви Тевтонський орден збирав податки за високими ставками. Крім того, міста не мали належного представництва Тевтонського ордену.
У лютому 1454 року Прусська конфедерація запросила польського короля Казимира IV підтримати їхнє повстання та включити регіон до складу Королівства Польського. Король Казимир IV погодився та підписав акт про інкорпорацію в Кракові 6 березня 1454 р. Вибухнула Тринадцятирічна війна, найдовша з польсько-тевтонських війн (також відома як Війна міст). У 1454 р. міста краю присягнули на вірність польському королю.
Другий Торунський мир у жовтні 1466 року завершив війну, згідно з ним Тевтонський орден передав свої права на західну половину своїх територій Королівству Польському, яке стало польською провінцією Королівська Пруссія, а решта Орденських теренів стала леном і протекторатом Польщі, які вважалися частиною єдиного і неподільного Королівства Польського. Згідно з мирним договором, відтепер кожен великий магістр був зобов'язаний присягнути на вірність правлячому польському королю протягом шести місяців після того, як обійняв посаду, а також будь-які нові територіальні придбання Тевтонського ордену, також за межами Пруссії, також буде включено до складу Польщі. Великий магістр Тевтонського ордену став князем і радником польського короля та Королівства Польського.

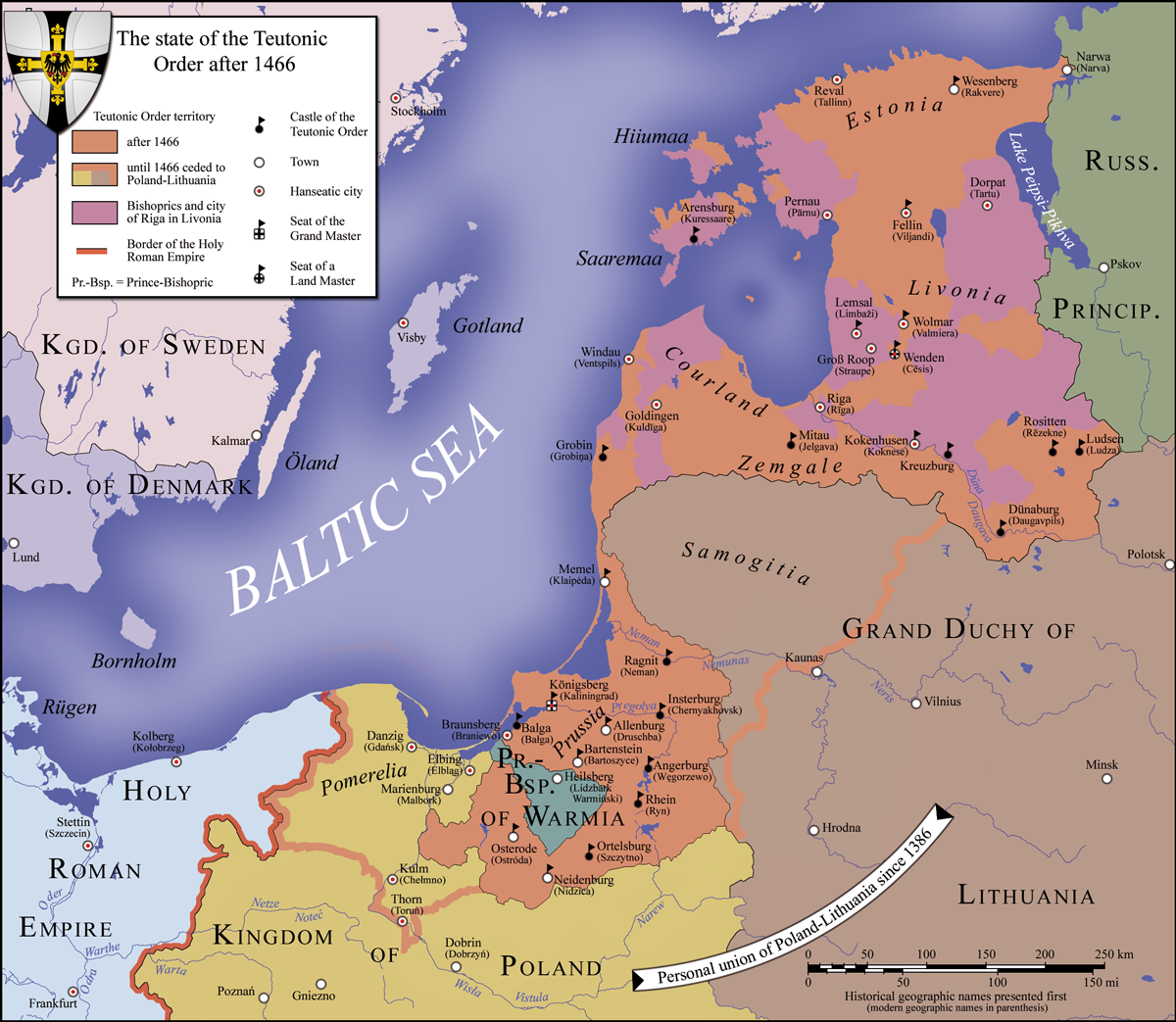
Тевтонська держава в 1466 році

#### Формування нового дворянства
У той час як лицарі Тевтонського ордену самі по собі утворювали незначний правлячий клас, вони широко використовували найманців, переважно німців, зі Священної Римської імперії, яким вони дарували землі натомість. Це поступово сформувало новий клас земельного дворянства. Через кілька факторів, серед яких був високий рівень передчасної смерті в боях, ці землі з часом зосередилися в руках відносно невеликої кількості дворян, кожен з яких мав величезний маєток. Це дворянство еволюціонувало до так званого прусського юнкерського дворянства.

### Перетворення на Герцогство Пруссія
Під час протестантської Реформації в регіоні відбувалися релігійні заворушення та війни. У 1525 році, після закінчення Польсько-тевтонської війни (1519—1521), Сигізмунд I Старий, король Польщі, і його племінник, останній великий магістр Тевтонського ордену, Альберт Бранденбург-Ансбахський, члени кадетської гілки дому Гогенцоллернів, домовилися, що останній залишить свою посаду, прийме лютеранську віру і прийме титул герцога Пруссії. Згодом держава мала назву Прусське герцогство (нім. Herzogliches Preußen, Preußen Herzoglichen Anteils; пол. Prusy Książęce), залишаючись польським леном.

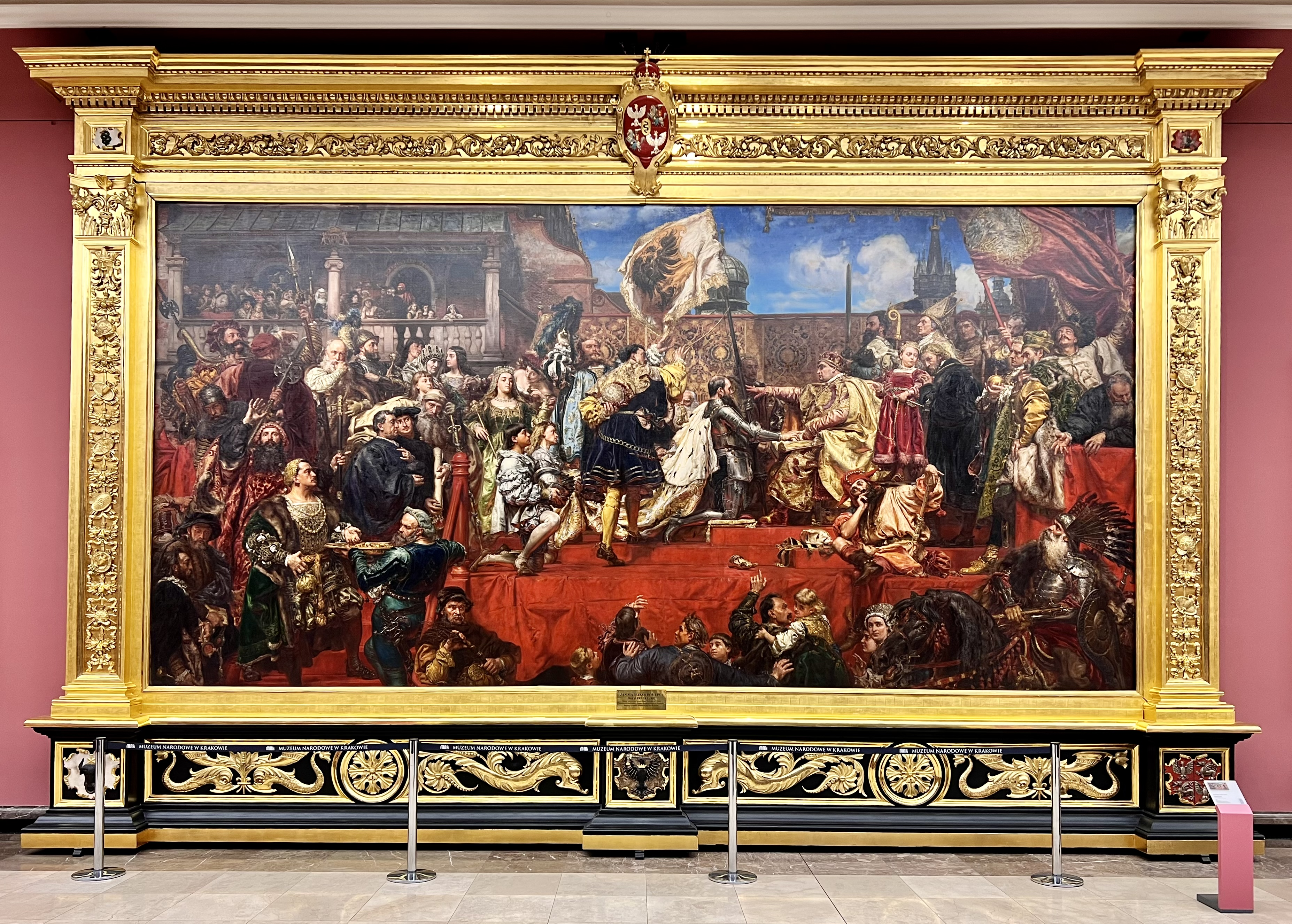
Прусський омаж 1525 року заснував Прусське герцогство як васальне герцогство Королівства Польського замість держави Тевтонського ордену

Таким чином угода, частково укладена за посередництва Мартіна Лютера, римо-католицька Тевтонська Пруссія була перетворена на Герцогство Пруссія, першу протестантську державу. Згода Сигізмунда була пов'язана з підкоренням Альберта Польщі, що стало відомим як Прусський омаж. 10 грудня 1525 року на своїй сесії в Кенігсберзі прусські стани заснували Лютеранську церкву в герцогстві Пруссія.
Священна Римська імперія під проводом Габсбургів продовжувала відстоювати свої претензії на Пруссію та призначала великих магістрів Тевтонського ордену, які були лише титулярними адміністраторами Пруссії, але вдалося зберегти багато тевтонських володінь за межами Пруссії.